# جورج بي بيكر
جورج بي بيكر (بالإنجليزية: George P. Baker)‏ هو أستاذ جامعي أمريكي، ولد في 1 نوفمبر 1903 في كامبريدج في الولايات المتحدة، وتوفي في 25 يناير 1995 في فينيكس في الولايات المتحدة.